# Anneli Ute Gabanyi
Anneli Ute Gabanyi (* 18. Oktober 1942 in Bukarest, Rumänien) ist eine deutsche Politikwissenschaftlerin, Philologin und Journalistin.

## Leben
Anneli Ute Gabanyi stammt aus einer siebenbürgisch-sächsischen Familie aus Hermannstadt, wo sie auch die Grundschule und das Lyzeum besuchte. Sie studierte von 1960 bis 1963 Anglistik und Romanistik an der Babeș-Bolyai-Universität in Cluj-Napoca. Nach ihrer Ausreise aus Rumänien ließ sich Gabanyi in München nieder, wo sie von 1963 bis 1969 an der Ludwig-Maximilians Universität ein Studium der Anglistik und Romanistik (Französisch und Rumänisch) mit dem Abschluss eines Magister Artium absolvierte. Von 1965 bis 1966 studierte Gabanyi Komparatistik an der Universität der Auvergne in Clermont-Ferrand und von 1979 bis 1980 Politikwissenschaft an der University of Southern California in Los Angeles. An der Universität der Bundeswehr in Hamburg promovierte sie mit einer Arbeit über "Systemwechsel in Rumänien. Von der Revolution zur Transformation" zum Doktor der Philosophie.
In München war sie zuerst von 1969 bis 1984 als wissenschaftliche Mitarbeiterin am Forschungsinstitut von Radio Free Europe, dann von 1984 bis 1987 als Leiterin der dortigen rumänischen Abteilung tätig war. Zwischen 1988 und 2000 arbeitete sie als wissenschaftliche Referentin für Rumänien am Münchner Südost-Institut.
Seit 2001 lebt Anneli Ute Gabanyi in Berlin. Hier war sie von 2001 bis 2007 zuerst als wissenschaftliche Referentin der Stiftung Wissenschaft und Politik (SWP), dann seit 2008 als unabhängige Politikwissenschaftlerin tätig. Ihre Forschungsschwerpunkte liegen auf dem Gebiet der Geschichte Rumäniens in der Zeit des Kommunismus, der Revolution von 1989 und der Integration des Landes in die euro-atlantischen Strukturen, sowie der Geschichte der politischen und wirtschaftlichen Transformation der Republik Moldau.

## Buchveröffentlichungen
- Partei und Literatur in Rumänien seit 1945. Untersuchungen zur Gegenwartskunde Südosteuropas. München, Oldenbourg Verlag 1975.
- Die unvollendete Revolution. Rumänien zwischen Diktatur und Demokratie. München, Piper Verlag 1990.
- Systemwechsel in Rumänien. Von der Revolution zur Transformation. Untersuchungen zur Gegenwartskunde Südosteuropas, herausgegeben vom Südost-Institut, Band 35. München, Oldenbourg Verlag 1998.
- Anneli Ute Gabanyi; Hans Georg Majer (Hg.): Frauen in Südosteuropa, München 1998. Aus der Südosteuropa-Forschung.
- Revoluția neterminată, Editura Fundației Culturale Române, Bukarest 1999.
- Anneli Ute Gabanyi, Anton Sterbling (Hg.): Sozialstruktureller Wandel, soziale Probleme und soziale Sicherung in Südosteuropa, Südosteuropa-Gesellschaft München 2000. Südosteuropa-Studien, Band 65.
- The Ceaușescu Cult. Power Politics and Propaganda in Communist Romania, Bucharest, Publishing House of the Romanian Cultural Foundation 2000.
- Anneli Ute Gabanyi, Klaus Schroeder (Hg.): Vom Baltikum bis zum Schwarzen Meer. Transformationsstaaten im östlichen Europa, München 2002.
- Cultul lui Ceaușescu, Editura Fundației Culturale Române, Bucharest 2003.
- Ceaușescu și Literatura. Analize politico-literare în timp real,  Editura Universității Alexandru Ioan Cuza, Iași 2013.
- Anneli Ute Gabanyi, Alexandru Muraru, Andrei Muraru, Daniel Șandru (Hg.), Revoluția din 1989. Învinși și învingători, Editura Polirom, Iași 2020.

## Auszeichnungen
- Rumänischer Orden "Pentru Merit" im Grade eines Offiziers, 2000
- Rumänischer Orden "Serviciul Credincios" im Grade eines Offiziers, 2004
- Preis des Rumänischen Kulturinstituts, 2004
- Diplom "Meritul Academic" der Rumänischen Akademie, 2008
- Orden "Crucea Casei Regale a României", 2011
- Orden "Crucea României în grad de Comandor ", 2016.

## Mitgliedschaften
- Südosteuropa-Gesellschaft, München
- Deutsche Gesellschaft für Auswärtige Politik , Berlin
- Deutsch-Moldauisches Forum, Berlin